# Бородастик жовтовусий
Бородастик жовтовусий (Psilopogon chrysopogon) — вид дятлоподібних птахів родини бородастикових (Megalaimidae).

## Поширення
Вид поширений на Малайському півострові, на Суматрі і Калімантані. Населяє тропічні та субтропічні вологі широколисті ліси та гірський ліс. Він також був помічений на плантаціях какао та у вторинних лісах.

## Опис
Птах середнього розміру, завдовжки до 30 см, вагою 110—215 г. Оперення зеленого кольору. По обидва боки від дзьоба має жовті вуса, що тягнуться до слухового проходу, на над основою дзьоба (на лорумі) є червоні плями. Лоб синій, маківка голови червона. Очі оточені синім. Горло блакитно-сіре.

## Спосіб життя
Харчується фруктами і комахами. Гніздовий сезон триває з лютого по серпень. Гніздо облаштовують у дуплі, яке спеціально видовбують у дереві. У кладці 2-3 яйця. Інкубація триває 14 днів. Пташенят годують двоє батьків.